# Apricale
Apricale (Avrigâ o Brigar in ligure, Bligal nella variante locale) è un comune italiano di 604 abitanti della provincia di Imperia in Liguria.

## Geografia fisica
Il borgo medievale è situato nell'entroterra di Bordighera, nella valle del torrente Merdanzo, affluente del Nervia, a 13 km dalla costa della Riviera di Ponente. Sullo sfondo è visibile il monte Bignone (1.299 m.).
Tra le vette del territorio comunale il monte Gouta (1315 m), il monte Alto (1266 m), il monte Cerciai (1256 m), il monte Campi (702 m), il monte Semoigo (614 m), il monte Foa (611 m), il monte Cianela (585 m), il monte Osaggio (541 m) e il monte Curti (516 m).

## Storia

### Percorso storico
L'origine del borgo sembrerebbe risalire all'età del bronzo, grazie ai ritrovamenti di tumoli sepolcrali in località Pian del Re (nel dialetto locale Cian deu Re); altri ritrovamenti farebbero risalire una prima frequentazione del territorio al periodo pre-romano. Ufficialmente il borgo venne fondato intorno al X secolo dai conti provenienti da Ventimiglia e furono quest'ultimi ad erigere in tale secolo il castello della Lucertola dove poi si svilupperà e amplierà il borgo apricalese. La prima attestazione scritta è risalente al 1092 - con il nome di Aurigallus - mentre al 1210 è attestata una forma di organizzazione comunale, retta da locali consoli.
Dal XIII secolo cominciarono i primi acquisti di terre e diritti da parte di alcuni nobili genovesi, per lo più a mo' di riscatto per i debiti contratti dai conti di Ventimiglia verso Genova. Nel particolare, al 1272 è menzionata negli annali storici l'occupazione di Apricale e del locale castello da parte di un tal Gianella Avvocato con l'aiuto della locale fazione guelfa e l'appoggio della famiglia Grimaldi; l'anno successivo la fazione ghibellina riuscì, tuttavia, a riprendere il controllo del territorio apricalese e a restituirlo alle dipendenze ventimigliesi. Furono gli stessi Conti di Ventimiglia, nel 1267, a concedere nuovi statuti e capitoli alla comunità di Apricale considerati, quest'ultimi, tra i più antichi della Liguria.
Al 1287 risale l'acquisto del feudo da parte di Oberto Doria - già signore di Dolceacqua dal 1270 - che stabilì l'unione amministrativa di Apricale con Isolabona all'interno del Marchesato di Dolceacqua; tale unione con la comunità isolese perdurò fino al 1573. Al 1524 risale il passaggio del marchesato dolceacquese nel Ducato di Savoia.
Con l'annessione del contado di Nizza alla Prima Repubblica francese, nel 1793, Apricale entrò a far parte del cantone di Perinaldo (distretto di Mentone), poi di Monaco nel dipartimento francese delle Alpi Marittime.
Nel 1805 Apricale restò nel cantone di Dolceacqua (che sostituì Perinaldo come capoluogo), ma passò nel nuovo distretto di Sanremo, dello stesso dipartimento, esteso a est per annessione di una parte della Repubblica Ligure.
Alla caduta del Primo Impero francese, nel 1815, tornò al Regno di Sardegna, come stabilito dal Congresso di Vienna, e successivamente nel Regno d'Italia, dal 1861. La municipalità di Apricale fu sottoposta nel III mandamento di Dolceacqua del circondario di Sanremo della provincia di Nizza (poi provincia di Porto Maurizio dopo la cessione alla Francia del territorio nizzardo).
Dal 1973 al 30 aprile 2011 ha fatto parte della Comunità montana Intemelia.

### Gli statuti

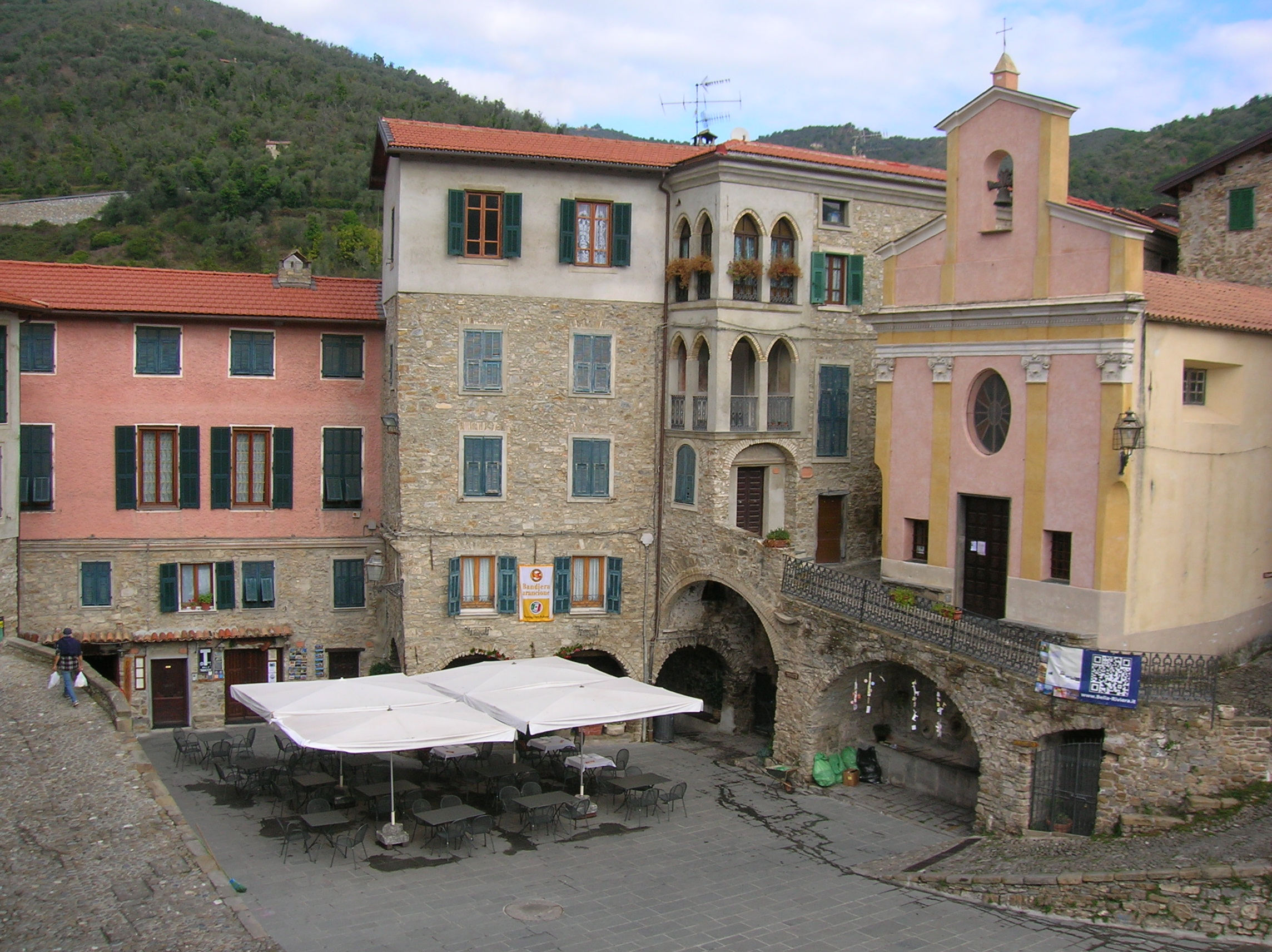
Scorcio di piazza Vittorio Emanuele, nel cuore del centro storico apricalese.

Importanti per la comunità apricalese medievale furono gli storici statuti comunali del 1267, considerati i più antichi della Liguria, i quali regolarizzarono la vita degli abitanti del borgo con regole ben precise. Ogni aspetto è minuziosamente contemplato, dalla regolarizzazione delle principali attività economiche, al pagamento delle tasse e dei tributi, alle pene per i reati più gravi.
Proprio sul tema della giustizia si applicarono svariati e talvolta trucidi regolamenti punitivi, dalla sepoltura dell'assassino (ancora vivo) con la vittima, alla decapitazione delle donne adultere fino all'amputazione di un piede o della mano per i ladri di bestiame. I furti dovevano essere prevenuti dalle due guardie campestri - costrette a dormire tutti i giorni d'estate e due notti in inverno nelle ore notturne nei campi - e obbligate loro stesse al risarcimento materiale a seguito del mancato arresto dei presunti ladri dopo otto giorni dal furto.
Gli statuti prevedevano inoltre il giudizio di Dio: il procuratore di danni o furti a terzi poteva essere dichiarato innocente se riusciva a camminare - per un breve tratto - con un ferro rovente in mano senza ustionarsi.

### Simboli
Stemma

La presenza di un veliero nello stemma comunale, alquanto curiosa per un borgo medievale arroccato nell'entroterra, si spiega con la storica collaborazione tra il paese e i cantieri navali della costa; dai boschi di Apricale proveniva infatti il legname per la costruzione delle navi della flotta della Repubblica di Genova. 

## Monumenti e luoghi d'interesse

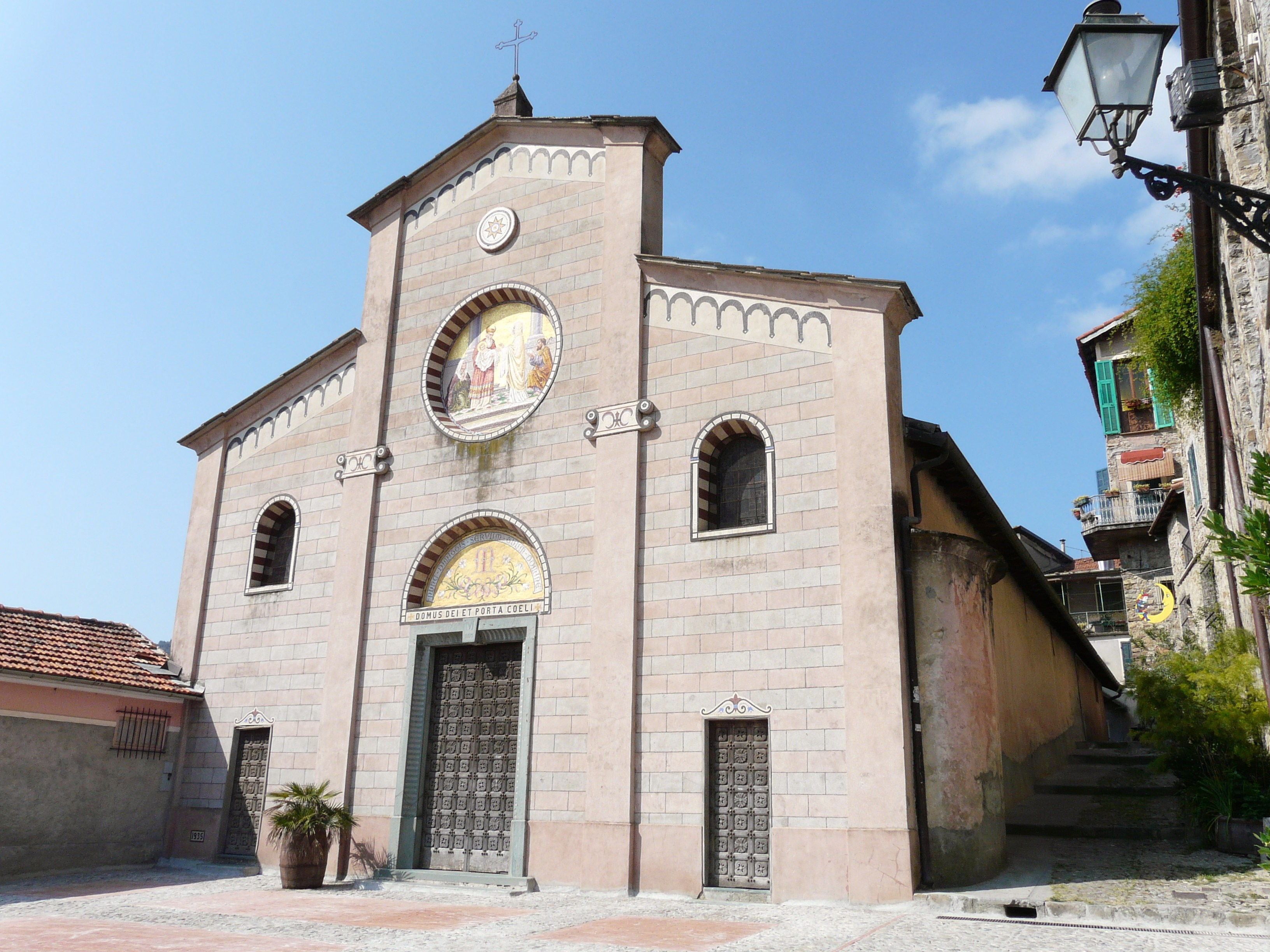
La chiesa parrocchiale della Purificazione di Maria Vergine di Apricale

### Architetture religiose

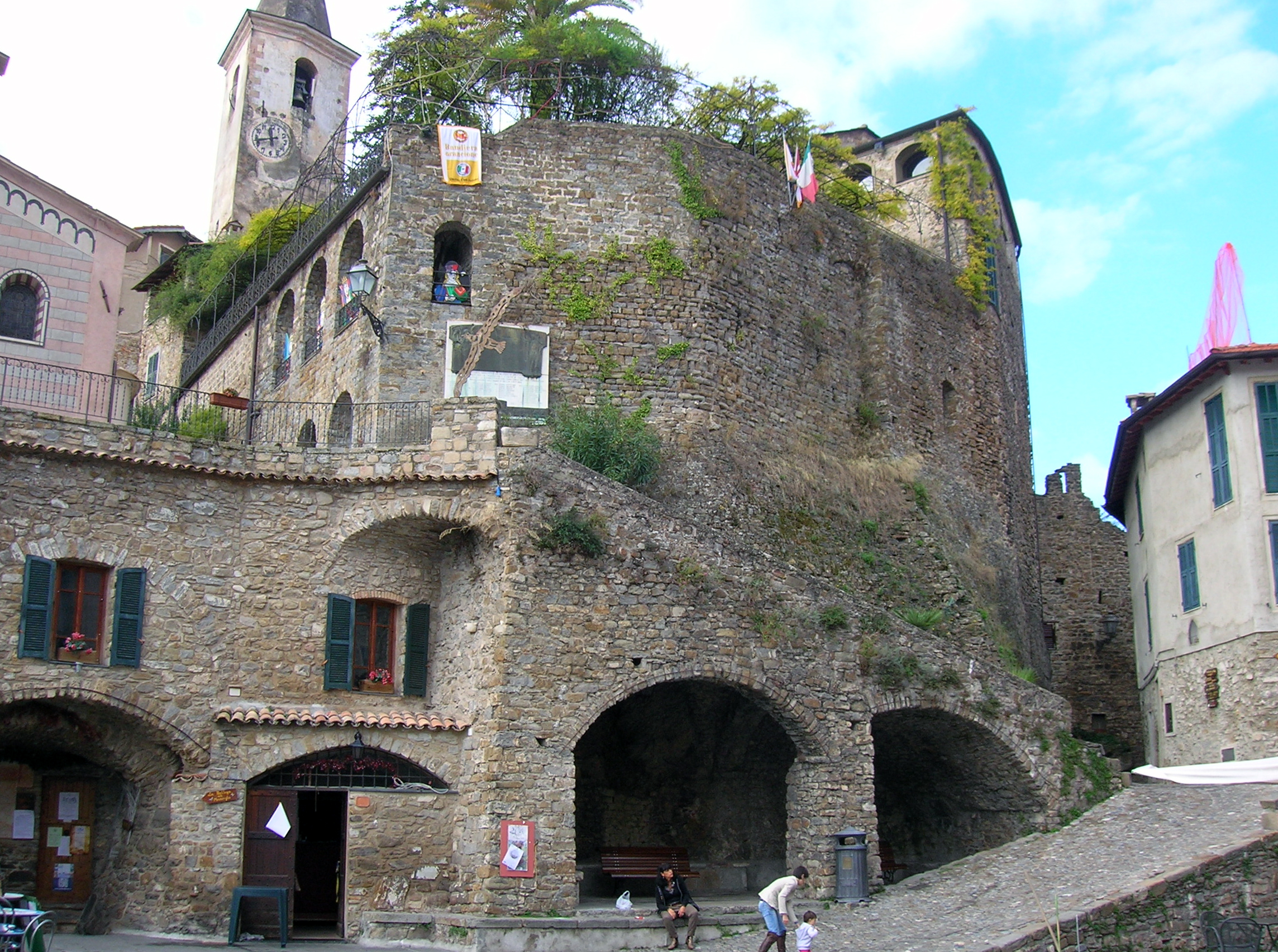
Il castello della Lucertola

- Chiesa parrocchiale della Purificazione di Maria Vergine. La chiesa, eretta intorno al XII secolo, è stata più volte rimaneggiata e ingrandita. Nel 1760 un restauro ha trasformato l'edificio in stile barocco. La facciata neoromanica è stata rifatta nel 1935. Il campanile della chiesa è stato ottenuto dall'antica torre quadrata del vicino castello della Lucertola nella cui sommità è stata fissata una bicicletta rivolta verso l'alto. La singolare e curiosa installazione altro non è che un'opera artistica contemporanea del 2000 di Sergio Bianco: La forza della non gravità.
- Chiesa di Santa Maria degli Angeli, sita ai piedi del paese, ospita affreschi risalenti al Quattrocento.
- Chiesa di Sant'Antonio. Risalente al XIII secolo fu edificata nei pressi del locale cimitero sui resti di un antico tempio di epoca romanica.
- Oratorio di San Bartolomeo cui all'interno è conservato un polittico in legno del 1544.
- Ruderi della chiesa di San Pietro in Ento, la prima parrocchiale del territorio e risalente all'XI o XII secolo.
- Cappella di San Vincenzo Ferrer. Risalente al XVI secolo, ma rivista in forme barocche, è situata lungo la strada provinciale per Perinaldo a circa un chilometro dal centro di Apricale. Conserva in una nicchia della facciata la statua del santo.
- Cappella di San Martino. Forse già antica pieve romanica le prime informazioni sulla cappella risalgono al XVI secolo. Conserva tracce di affreschi cinquecenteschi nel catino dell'abside.Cappella di San Martino, Apricale

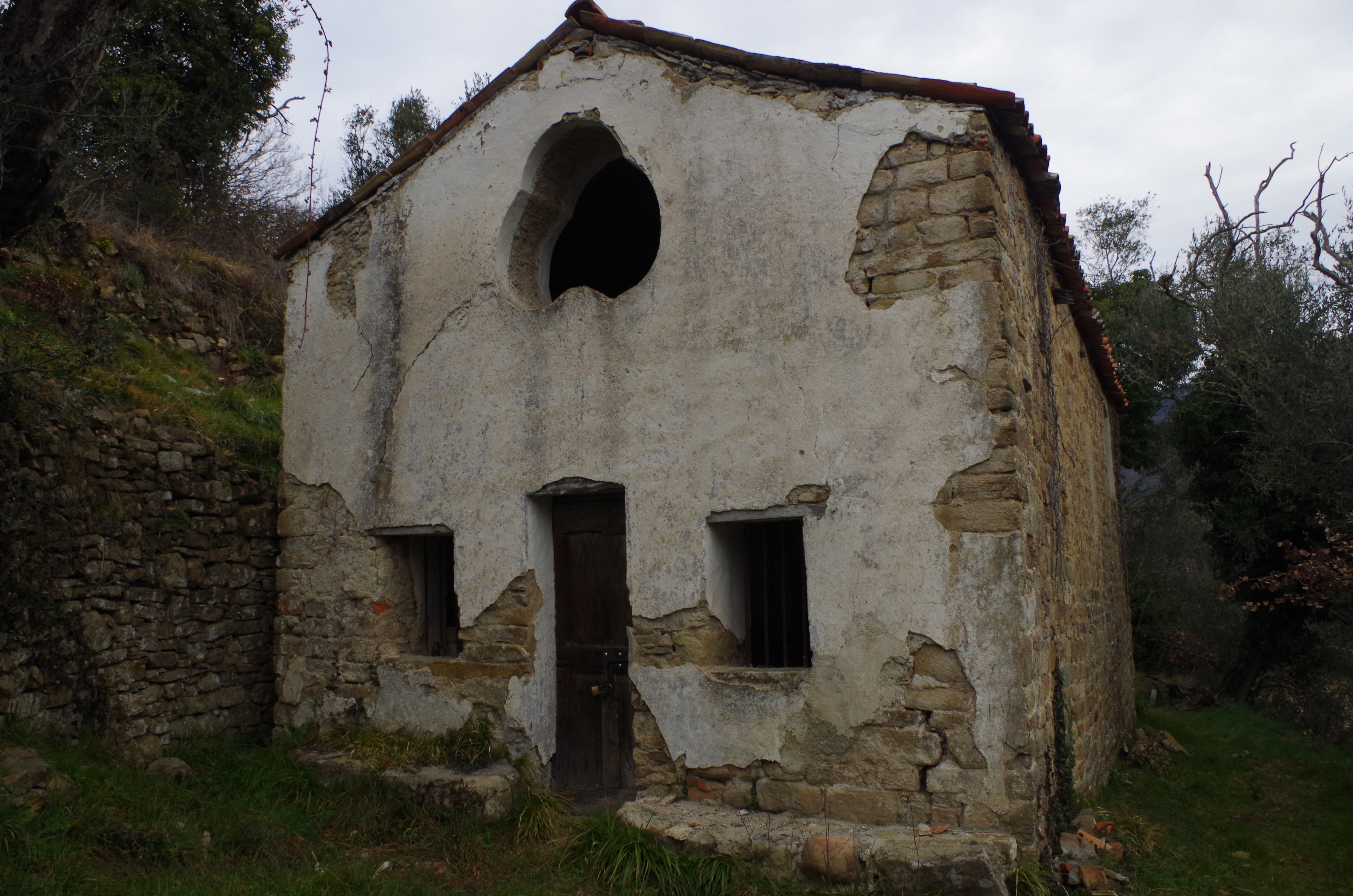
Cappella di San Martino, Apricale

- Cappella di San Rocco. Edificata lungo la mulattiera per Pigna, nella zona settentrionale del borgo apricalese, è citata in un atto testamentario del 1576.Cappella di San Rocco di Apricale

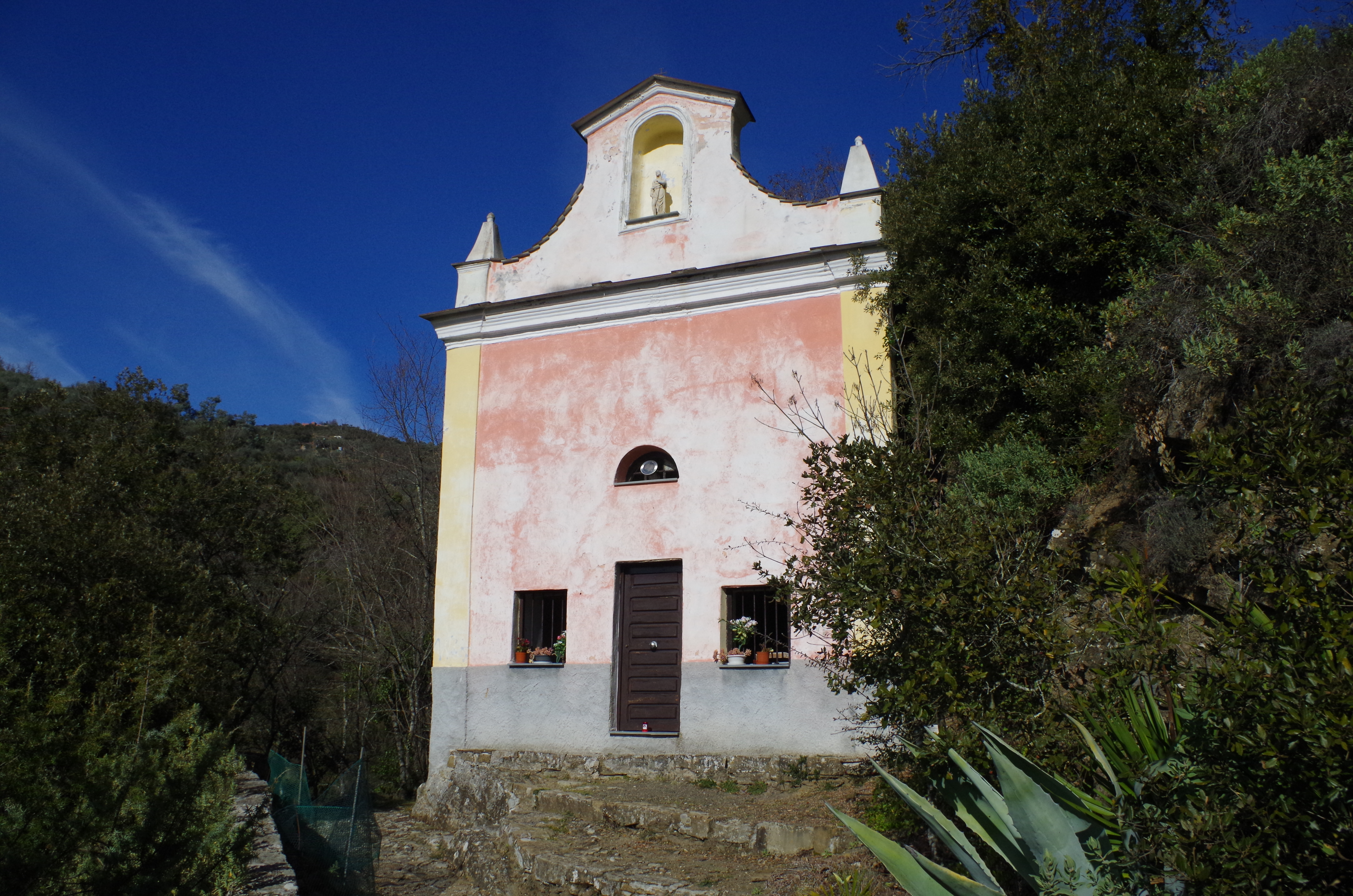
Cappella di San Rocco di Apricale

- Cappella di Moudena, situato lungo la mulattiera per la regione di Moudena.

### Architetture militari
- Castello della Lucertola. Edificato su uno sperone di roccia dai conti di Ventimiglia nel X secolo, si affaccia dominando la piazza principale di Apricale così come l'attigua chiesa della Purificazione di Maria Vergine. La proprietà sul castello - così come la dominazione del borgo - passò dalla famiglia genovese Doria (subendo nel 1523 l'assedio del vescovo e reggente del Principato di Monaco Agostino Grimaldi per la morte del fratello Luciano) ai Savoia e infine alla famiglia locale Cassini che trasformarono l'edificio da postazione difensiva a residenza privata. Divenuto proprietà del Comune di Apricale, dopo un accurato restauro, è sede annuale di eventi culturali e manifestazioni.

## Società

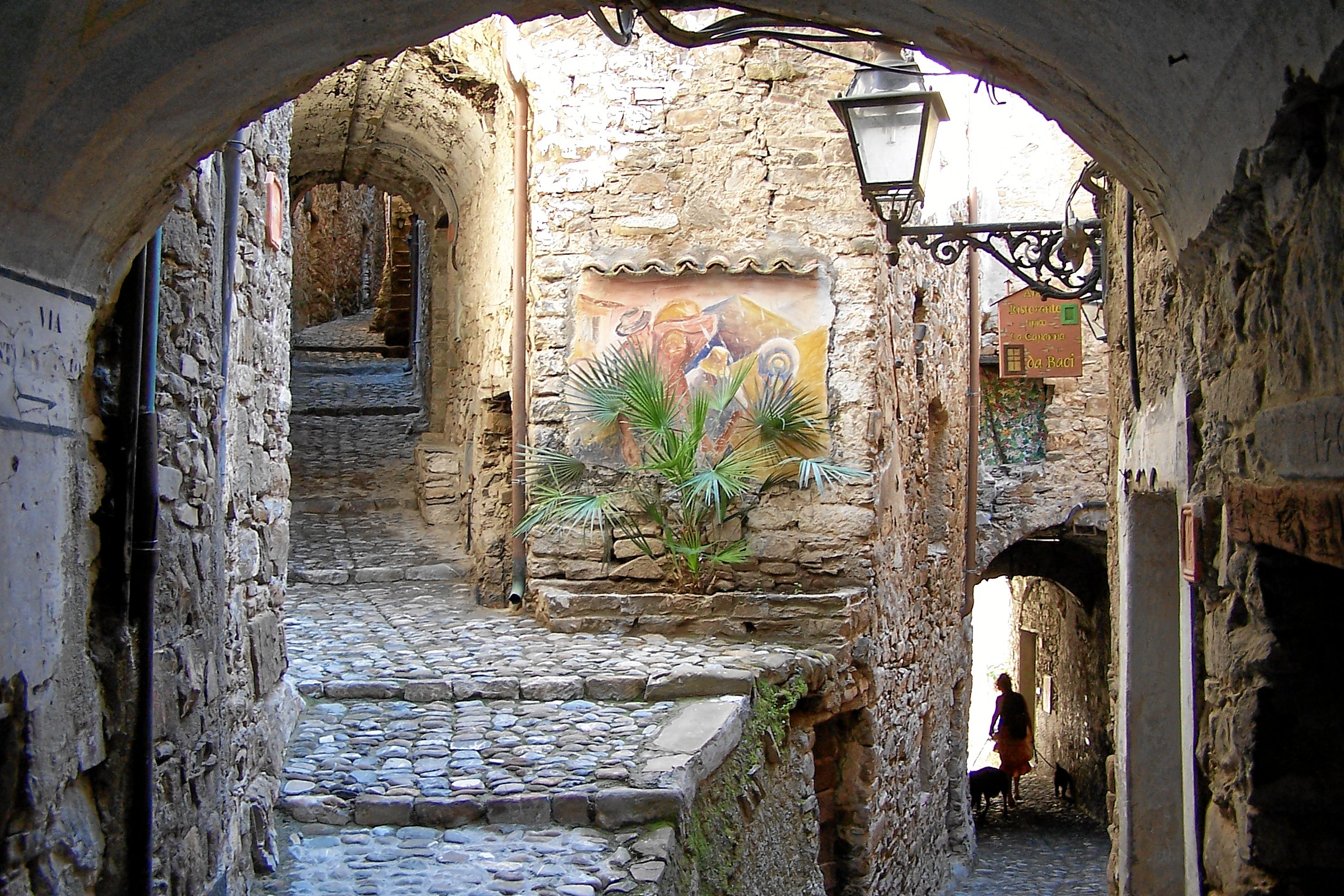
Scorcio del centro storico

### Evoluzione demografica
Abitanti censiti

### Etnie e minoranze straniere
Secondo i dati Istat al 31 dicembre 2019, i cittadini stranieri residenti ad Apricale sono 114.

### Qualità della vita
Il 29 maggio e 4 luglio 2002 il Comune di Apricale ha conseguito la certificazione del proprio sistema di gestione ambientale conformemente alla norme ISO 14001 e ISO 9001 e un attestato OHSAS 18001 per la sicurezza.
Il comune fa parte del circuito dei borghi più belli d'Italia e insignito della Bandiera arancione dal Touring Club Italiano.

## Cultura
Fino a tempi recenti si è sostenuta l'ipotesi delle origini apricalesi di Giovanni Martini, noto per essere l'unico sopravvissuto della colonna di Custer alla battaglia del Little Bighorn, avviando una sorta di contesa dei natali con il comune salernitano di Sala Consilina. La "disputa" si è definitivamente risolta il 18 settembre 2010 quando nuovi accertamenti ufficiali, nello specifico il ritrovamento dell'atto di nascita, hanno identificato il celebre trombettiere John Martin nella figura di Giovanni Crisostomo Martino, nato proprio nella città salese il 28 gennaio 1852.
Nel centro del paese, lungo una stretta via medievale, ha sede la biblioteca comunale, mentre all'interno del locale castello apricalese si trova il museo della storia di Apricale che conserva documenti e reperti storici tra cui i celebri Statuti apricalesi del 1267.

### Eventi
Ogni anno vengono organizzate mostre fotografiche, scultoree e pittoriche all'interno del castello della Lucertola. L'antistante piazza, cuore del borgo apricalese, è teatro di diversi eventi locali quali la festa dell'olio nuovo, la festa della primavera, la festa di san Valentino nel mese di febbraio e la sagra della pansarola (frittelle dolci) la seconda domenica di settembre.
Dal 1990, ogni estate, le strette vie del borgo medioevale ospitano la rassegna di teatro itinerante … E le stelle stanno a guardare, della compagnia teatrale della Tosse. Ogni agosto attori, registi e maestranze del teatro genovese si spostano ne per mettere in scena uno spettacolo a stazioni sempre nuovo, visto da circa 1200 spettatori a sera. La tradizione, iniziata da Tonino Conte ed Emanuele Luzzati, prosegue oggi con Emanuele Conte e Amedeo Romeo.
Dal 2014 il borgo è sede della manifestazione "Apricale Tango", che nella prima settimana di gennaio richiama numerosi appassionati di tango argentino con eventi, serate danzanti e spettacoli.

## Geografia antropica
Il territorio comunale è costituito dal capoluogo e dall’exclave della gola di Gouta per una superficie territoriale di 19,94 km².
Confina a nord con i comuni di Pigna e Castel Vittorio, a sud con Perinaldo, ad ovest con Isolabona e Dolceacqua, ad est con Bajardo e Sanremo.

## Economia
Si basa principalmente sull'agricoltura e sul turismo. In questo borgo si produce olio di oliva, di origine taggiasca, e dalla viticoltura il vino di uva rossese.

## Infrastrutture e trasporti

### Strade
Il territorio di Apricale è attraversato principalmente dalla strada provinciale 62 che permette il collegamento con Isolabona, ad ovest, e Perinaldo verso sud; altra arteria stradale è la provinciale 63 per Bajardo.

## Amministrazione

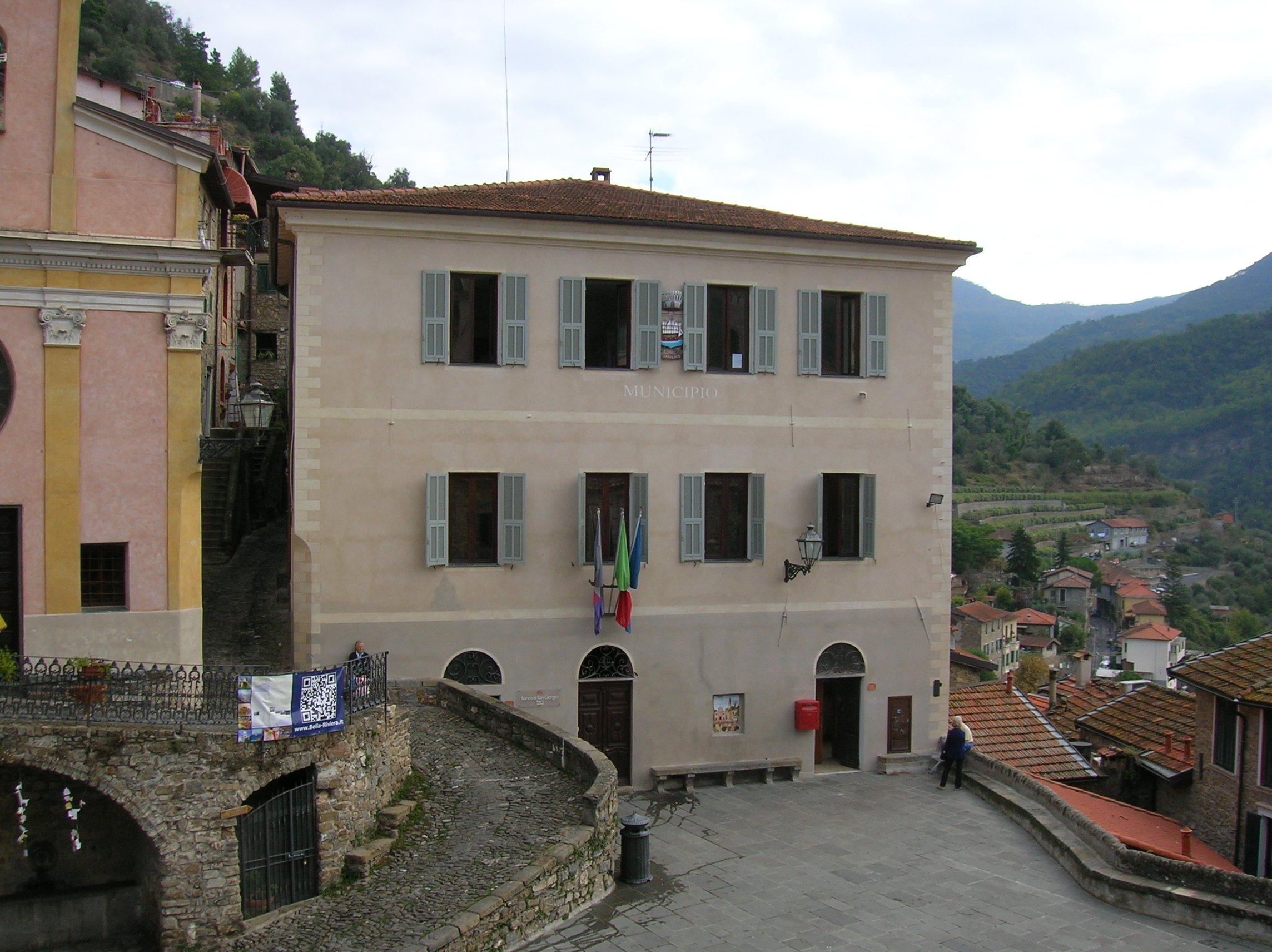
Il municipio

| Periodo        | Periodo        | Primo cittadino        | Partito                                        | Carica         | Note   |
| -------------- | -------------- | ---------------------- | ---------------------------------------------- | -------------- | ------ |
| 2 giugno 1985  | 19 maggio 1990 | Roberto Pizzio         | Lista civica "Vivere ad Apricale"              | Sindaco        |        |
| 12 giugno 1990 | 24 aprile 1995 | Roberto Pizzio         | Indipendente Lista civica "Vivere ad Apricale" | Sindaco        |        |
| 24 aprile 1995 | 14 giugno 1999 | Roberto Pizzio         | lista civica "Vivere ad Apricale"              | Sindaco        |        |
| 14 giugno 1999 | 14 giugno 2004 | Roberto Pizzio         | lista civica "Vivere ad Apricale"              | Sindaco        |        |
| 14 giugno 2004 | 8 giugno 2009  | Giuseppe Mario Lanteri | lista civica "Vivere ad Apricale"              | Sindaco        |        |
| 8 giugno 2009  | 31 agosto 2010 | Roberto Pizzio         | Vivere ad Apricale (lista civica)              | Sindaco        | [ 16 ] |
| 31 agosto 2010 | 16 maggio 2011 | Francesco Piano        |                                                | Comm. straord. | [ 17 ] |
| 16 maggio 2011 | 5 giugno 2016  | Silvano Pisano         | Apricale per tutti (lista civica)              | Sindaco        |        |
| 5 giugno 2016  | 4 ottobre 2021 | Silvano Pisano         | Apricale per tutti (lista civica)              | Sindaco        |        |
| 4 ottobre 2021 | in carica      | Silvano Pisano         | Apricale per tutti (lista civica)              | Sindaco        |        |

### Altre informazioni amministrative

Posizione del comune di Apricale nell'Unione dei comuni delle Valli Nervia e Roja

Apricale fa parte dell'Unione dei comuni delle Valli Nervia e Roja.